# Giancarlo Crosta
Giancarlo Crosta, italijanski veslač, * 7. avgust 1934, Pianello del Lario in umrl 23. septembra 2024.
Leta 1960 je na Poletnih olimpijskih igrah v Rimu veslal v italijanskem četvercu brez krmarja, ki je osvojil srebrno medaljo.